# Flamenco Rock/Da solo a sola
Flamenco Rock/Da solo a sola è un singolo della cantante italiana Milva pubblicato nel 1960 dalla casa discografica Fonit Cetra

## Descrizione
Il brano Flamenco Rock è il primo successo della cantante, verrà riproposto successivamente in varie trasmissioni televisive dell'epoca come Studio Uno. 
Il brano è presente nell'album 14 successi di Milva uscito nel 1961.

## Cover
Il brano Flamenco Rock  è stato ripreso da vari artisti italiani come Cocky Mazzetti, Michelino nel 1962, Rob Nebbia. Un altro è stato Pippo Franco nel 1976, che ne fece però una parodia.
È stata incisa anche dalla cantante spagnola Gelu.

## Tracce
1. Flamenco Rock (Di Pier Quinto Cariaggi e Walter Malgoni)
2. Da solo a sola (Di Aldo Maietti)